# Chase Young
Pour les articles homonymes, voir Young.
(en) Statistiques sur pro-football-reference
Chase Young, né le 14 avril 1999 à Upper Marlboro dans le Maryland, est un sportif professionnel américain de football américain jouant au poste de defensive end dans la National Football League (NFL) depuis la saison 2020 et pour les Saints de La Nouvelle-Orléans depuis 2024. 
Auparavant, il a joué au niveau universitaire pendant trois saisons (2017-2019) dans la NCAA Division I FBS pour les Buckeyes de l'université d'État de l'Ohio où il est reconnu joueur All-American et finaliste du trophée Heisman en 2019 après avoir battu le record de son université du nombre de sacks effectués sur une saison (16,5).
Sélectionné en 2e choix global lors du premier tour de la draft 2020 de la NFL par la franchise des Redskins de Washington, il est désigné  meilleur rookie défensif et participe au Pro Bowl dès sa première saison professionnelle. Il manque la majorité des matchs la saison suivante après avoir subi une déchirure du ligament croisé antérieur. Echangé aux 49ers de San Francisco en 2023 avec qui il participe au Super Bowl LVIII il rejoint les Saints de La Nouvelle-Orléans dès la saison 2024.

## Biographie

### Jeunesse
Young nait à Upper Marlboro dans le Maryland le 14 avril 1999,. Il commence à pratiquer le football américain au lycée St. Columba d'Oxon Hill (en) avant de fréquenter le lycée St. Vincent Pallotti à Laurel en 2013,.Lors de sa première année au lycée, il joue aux postes de quaterback, de tight end et d'outside linebacker avant de passer principalement au poste de defensive end,. En deuxième année, Young et son équipe remportent le championnat de conférence C de la Maryland Interscholastic Athletic Association (en). Il est également membre de la chorale de l'école, et joue du piano, du saxophone et du violon.
En 2015, Young intègre le lycée catholique DeMatha à Hyattsville dans le Maryland, où il réussit 19 sacks et 27 plaquages pour perte en tant que junior, ce qui aide l'équipe à remporter le championnat de la Washington Catholic Athletic Conference (en) (WCAC),. Invité au The Opening en juillet 2016, un camp de recrutement de football américain universitaire parrainé par Nike, il y est désigné meilleur joueur à son poste,,. En tant que senior en 2016, il a réussi 19 sacks, 118 plaquages, 5 fumbles forcés et 2 touchdowns défensifs qui aident l'équipe à rester invaincue et à remporter un autre championnat WCAC,,.
À la fin de ses années au lycée, il est reconnu comme l'un des meilleurs joueurs lycéen du pays. Il est sélectionné dans l'équipe All-USA 2016 par USA Today et est désigné meilleur joueur de défensif de l'année par le Washington Post,. Young est également invité à l'International Bowl et au All-American Bowl,. Young a aussi joué pour l'équipe de basket-ball de DeMatha, aux côtés de Markelle Fultz, qui a ensuite été sélectionné au premier rang lors de la draft 2017 de la NBA,. À l'époque, lui et Fultz s'étaient fixés pour objectif de devenir les premiers choix de draft dans leurs sports respectifs.

### Carrière universitaire

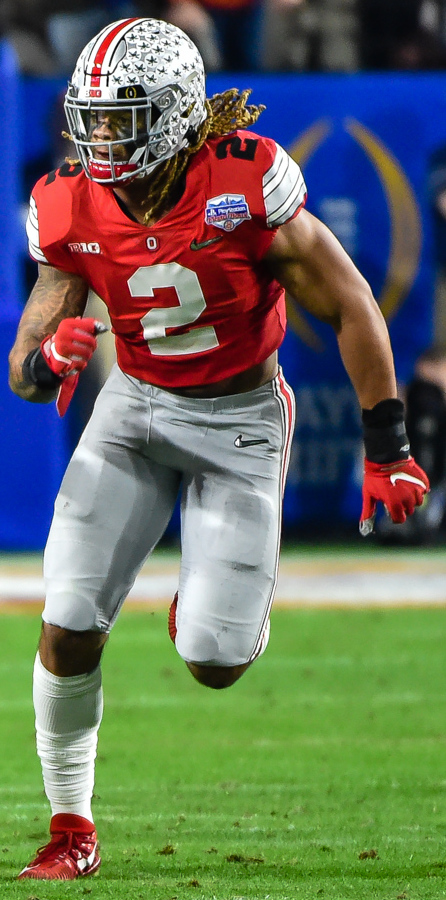
Young lors du Fiesta Bowl 2019 avec Ohio State

Young reçoit des offres de bourses de plus de 40 universités avant d'intégrer l'université d'État de l'Ohio en juillet 2016 et jouer pour son équipe des Buckeyes. Ce choix est effectué en raison de leur approche axée sur la famille et de son désir de jouer pour l'entraîneur de ligne défensive Larry Johnson,,.
Lors de sa première saison en 2017, Young enregistre 3,5 sacks, 18 plaquages et un fumble forcé,.
Il devient titulaire au cours de sa saison sophomore en 2018, enregistrant 10,5 sacks malgré une entorse aux deux chevilles à la mi-saison,. Il réussit trois de ces sacks contre Northwestern en finale de la conférence Big Ten. Il est sélectionné dans la deuxième équipe de la conférence Big Ten pour sa performance.
Young est désigné capitaine d'équipe en 2019 lors de sa saison junior. Cette année-là, il égale les records de son université du plus grand nombre de sacks (4) et du plus grand nombre de plaquages pour perte (5) effectués sur un match lors de la victoire contre Wisconsin,,. En novembre 2019, Young est suspendu pendant deux matchs par la NCAA pour avoir obtenu un prêt non autorisé d'un ami de sa famille pour prétendument aider sa petite amie à assister au Rose Bowl 2019, prêt qu'il a ensuite remboursé intégralement,. Dans son premier match suivant sa suspension, Young réussit trois sacks contre Penn State. Il termine la saison avec 16,5 sacks, 46 plaquages, 21 tacles pour perte, 7 fumbles forcés, 3 passes déviées et un field goal bloqué,. Avec ses 16,5 sacks, il bat le record de son université du plus grand nombre de sacks effectués sur une saison qui étant détenu par Vernon Gholston (14 en 2007).
En plus d'avoir été sélectionné à l'unanimité dans l'équipe All-America de football américain universitaire en 2019,il remporte plusieurs autres prix et distinctions cette saison, notamment le trophée Bronko-Nagurski, le prix Chuck Bednarik, le prix Ted Hendricks, le Chicago Tribune Silver Football, le prix Nagurski–Woodson de joueur défensif de l'année, et le prix Smith–Brown de joueur de ligne défensive de l'année. Il est également finaliste pour le Walter Camp Award, le Maxwell Award et le Trophée Heisman, devenant seulement le neuvième joueur défensif depuis 1982 à être nommé pour ce dernier, où il termine quatrième derrière les quaterbacks Joe Burrow, Jalen Hurts et Justin Fields,. Young est également élu athlète de l'année de la conférence Big Ten, qui honore chaque année le meilleur athlète masculin de cette conférence, tous sports confondus. Il est le septième joueur de football américain à le remporter depuis sa création en 1982 et le premier depuis Ron Dayne (en) en 2000. Young termine sa carrière à Ohio State avec 30,5 sacks en trois saisons, ce qui le classe au deuxième rang de tous les temps derrière Mike Vrabel, qui en a réalisé 36 en quatre ans. Il est ensuite sélectionné dans l'équipe de la décennie 2010 par Big Ten Network et est le seul à l'avoir été à l'unanimité.

### Carrière professionnelle

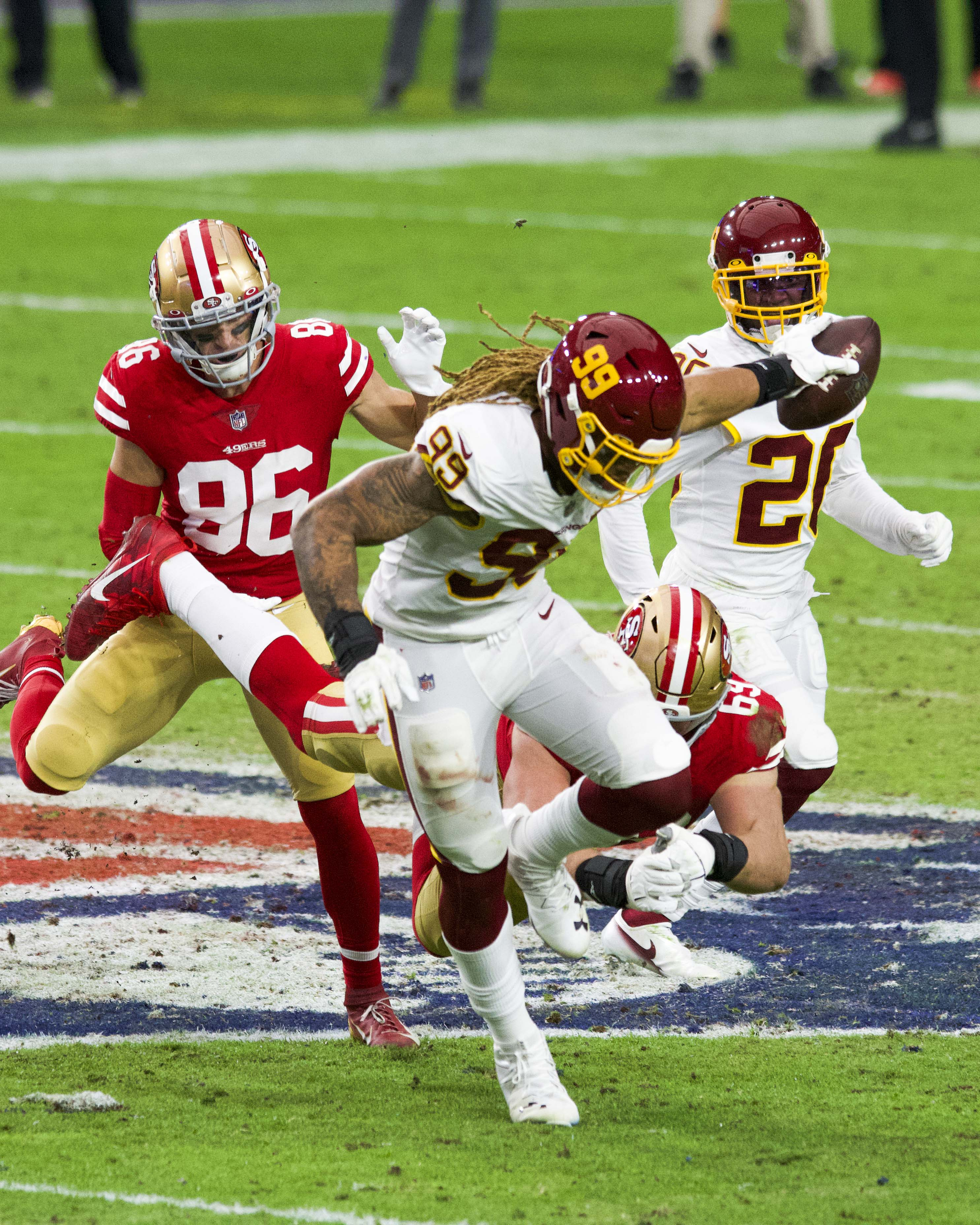
Young retournant un fumble en touchdown contre les 49ers de San Francisco en 2020

#### Draft
Young renonce à sa dernière année d'éligibilité à Ohio State pour se présenter à la draft 2020 de la NFL,, où il est considéré comme le meilleur joueur par de nombreux médias,,. Il assiste au NFL Scouting Combine mais ne participe à aucun entraînement ou exercice, déclarant qu'il ne veut pas perdre de temps à être un « Combine athlete ». Young est l'un des 58 joueurs invités à la draft, qui se tient virtuellement en raison des réglementations de distanciation sociale découlant de la pandémie de Covid-19.
Il est sélectionné 2e choix par la franchise des Redskins de Washington.

#### Redskins/Commanders de Washington
Young signe son contrat rookie de quatre ans d'un montant de 34,5 millions de dollars, le 23 juillet 2020.
Avant le début de la saison 2020, Young est considéré comme le favori pour remporter le trophée de Rookie défensif NFL de l'année,,. À ses débuts, il réussit 1,5 sacks, quatre plaquages et un fumble forcé lors d'une victoire contre les Eagles de Philadelphie. Il subit une légère entorse à l'aine contre les Browns de Cleveland lors de la troisième semaine et rate le match suivant contre les Ravens de Baltimore,. Lors du match de la 14e semaine contre les 49ers de San Francisco, il enregistre un sack, deux passes défendues, un fumble forcé et un fumble récupéré qu'il retourne sur 47 yards pour inscrire un touchdown. Young termine la saison avec 7,5 sacks, le meilleur parmi les rookies, ainsi que 4 fumbles forcés et 3 fumbles récupérés.

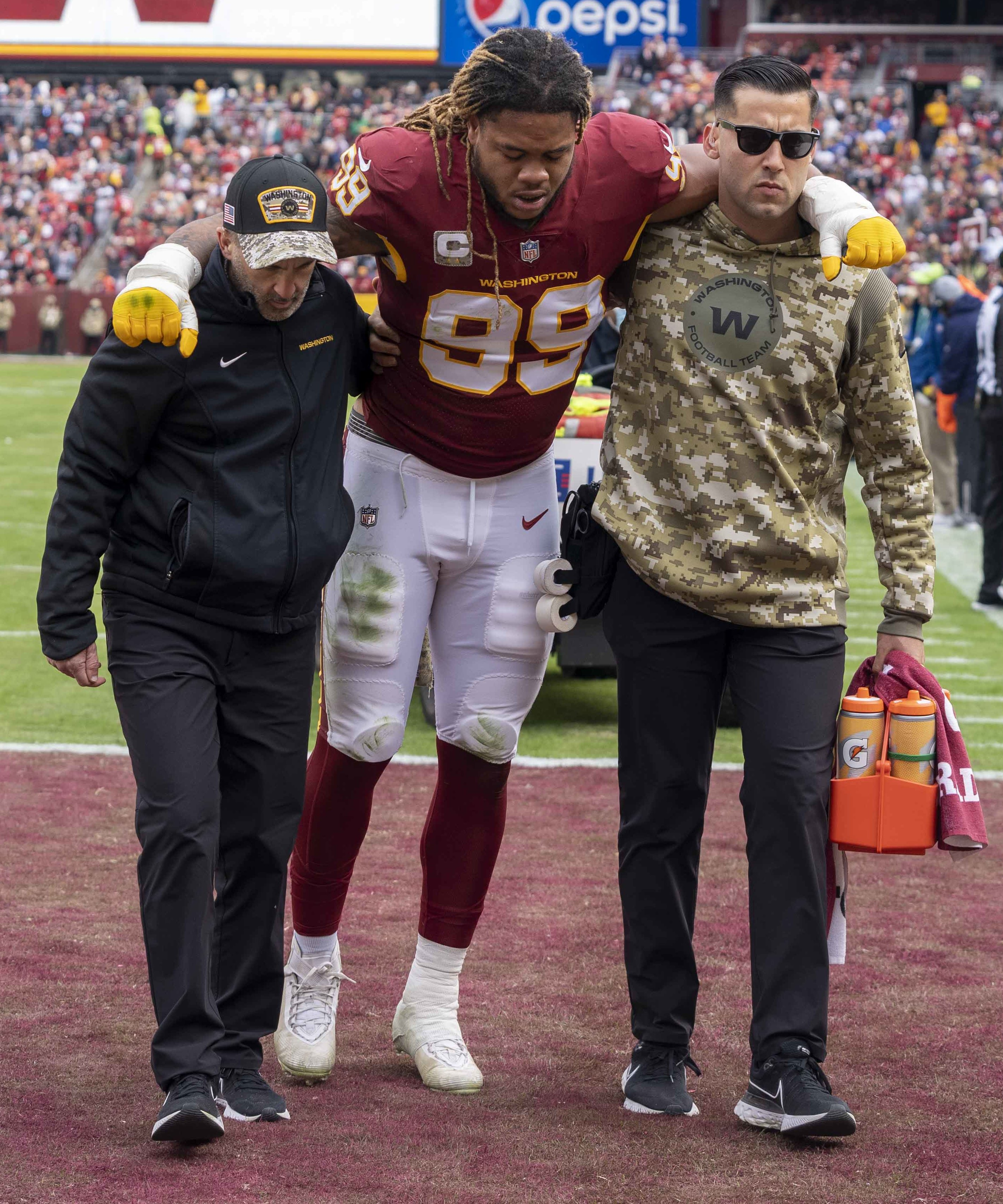
Young est aidé hors du terrain après une déchirure du LCA de fin de saison, 2021

En décembre 2020, Young est désigné capitaine d'équipe ainsi que  meilleur joueur défensif NFC du mois, devenant ainsi le premier rookie de l'histoire de Washington à recevoir cette distinction,. Il est désigné meilleur rookie défensif de l'année par l'Associated Press et par les Pro Football Writers of America (PFWA),, et est le seul rookie inclus dans l'équipe des deux conférences de PFWA. Young est également l'un des deux seuls rookies sélectionné pour le Pro Bowl 2021 avec Justin Jefferson des Vikings du Minnesota,. Il est également sélectionné pour le prix de la révélation de l'année aux ESPY 2021, prix remporté par le joueur NBA LaMelo Ball. Young est classé par ses pairs 61e du Top 100 des meilleurs joueurs 2020 de la NFL.
En 2021, Young totalise 21 plaquages, 1,5 sack et deux fumbles forcés avant de subir une rupture du ligament croisé au genou droit en 10e semaine lors du match contre les Buccaneers de Tampa Bay,. Il doit subir une greffe d'une partie du tendon rotulien de son autre genou. Cette saison est considérée comme une déception par de nombreux journalistes sportifs, lesquels s'attendaient à un meilleur développement de Young,,.
Young est placé sur la liste des personnes physiquement inaptes à performer au début du camp d'entraînement en 2022,.

#### 49ers de San Francisco
Le 31 octobre 2023, Young est échangé aux 49ers de San Francisco contre un choix de troisième tour de la draft 2024.

## Vie privée
Le père de Chase Young, Greg, a joué au basket-ball universitaire d'État de Bowie avant de travailler comme shérif adjoint du comté d'Arlington, tandis que sa mère Carla travaille pour le département des transports des États-Unis,,. Il a une sœur, Weslie, qui a joué au basket-ball universitaire à North Carolina Wesleyan (en).
Young a poursuivi des études en criminologie dans l'État de l'Ohio après avoir été inspiré par son père et plusieurs de ses oncles et cousins, qui ont tous travaillé dans les forces de l'ordre,,. Il a également été surnommé "The Predator" pendant son temps avec les Buckeyes pour sa performance sur le terrain et la façon dont ses dreadlocks ressemblaient aux Predators de la franchise Predator,.
Young est représenté par l'agence Klutch Sports Group (en). Il est apparu dans des publicités pour Chipotle, Under Armour et eBay, ainsi que dans des épisodes de The Shop et Celebrity Family Feud,,.